# Господар жеља
Господар жеља (енгл. Wishmaster) је амерички хорор филм из 1997. године, режисера Роберта Керцмана, од продуцента Веса Крејвена, са Робертом Инглундом, Тами Лорен, Ендруом Дивовим, Тонијем Тодом и Кејном Ходером у главним улогама.
Филм прати злог Џина, који свима испуњава жеље, али на свој начин и након што особа која га је ослободила из камена пожели своју трећу жељу, Џин ће моћи да отвори портал од пакла, како би призвао свео остале Џинове и са њима завладао светом.
У стварању филма учествовали су бројни глумци, режисери итд. који су се већ прославили по бројним хорорима. Продуцент филма је један од најпознатијих редитеља хорора, Вес Крејвен (Страва у Улици брестова, Врисак, Последња кућа са леве стране, Брда имају очи...). Међу главним улогама су Инглунд и Ходер прослављени по својим улогама хорор икона, Фредија Кругера из филмског серијала Страва у Улици брестова и Џејсона Ворхиса из филмског серијала Петак тринаести. Пред њих Тод је претходно постао познат титуларном улогом у филмском серијалу Кендимен, пре тога и у Ноћи живих мртваца, а нешто касније и у Последњој екскуризији. Наратор филма је Скрим, који тумачи Високог човека, главног негативца у свих пет филмова из серијала Фантазам, док споредну улогу у филму има Банистер, који је главни протагониста у свих пет филмова из истог серијала. Споредну улогу има и брат хорор редитеља Сема Рејмија, Тед, који је познат по трилогији, Зла смрт.
Композитор музике са филма је Хари Манфредини, који је радио музику за све филмове из серијала Петак тринаести, док је кинематограф Хаиткин, претходно радио на Страви у Улици брестова.
И поред тога што су велики број људи који су учествовали у стварању филма, претходно прославио у другим хорорима, Господар жеља је ипак добио негативне критике, поготово од сајта Rotten Tomatoes, док је на IMDb-у ситуација нешто боља. Ипак, успео је да утростручи свој буџет, што је један од главних разлога због којих је добио још 3 наставка, од којих је први изашао након 2 године, под насловом Господар жеља 2: Зло никада не умире

## Радња
Када приликом транспорта статуе Ахура Мазде дође до несреће и један човек погине, драги камен, који је био на статуи украде један радника. Сплетом околности, камен доспева у руке Александре Амберсон, која након што га протрља, како би га очистила, ослободи Џина, који ће јој испунити 3 жеље, хтела то она или не...

## Улоге
| Глумац         | Улога                          |
| -------------- | ------------------------------ |
| Тами Лорен     | Александра Амберсон            |
| Ендру Дивоф    | Џин (Ђин) / Натанијел Демерест |
| Роберт Инглунд | Рејмонд Бимонт                 |
| Крис Лемон     | Ник Мерит                      |
| Венди Бенсон   | Шенон Амберсон                 |
| Кејн Ходер     | Меритов чувар                  |
| Тони Тод       | Џони Валентајн                 |
| Реџи Банистер  | фармацеут                      |
| Тони Крејн     | Џош Ејкмен                     |
| Џени Охара     | Венди Дерлет                   |
| Рико Рос       | поручник Натансон              |
| Гречен Палмер  | Аријела                        |
| Тед Рејми      | Ед Фини                        |
| Џозеф Пилато   | Торели                         |